# Gepella modesta
Gepella modesta is een insect uit de familie van de mierenleeuwen (Myrmeleontidae), die tot de orde netvleugeligen (Neuroptera) behoort. 
Gepella modesta is voor het eerst wetenschappelijk beschreven door Hölzel in 1968.